# یواس‌اس ماهاسکا (۱۸۶۱)
یواس‌اس ماهاسکا (۱۸۶۱) (به انگلیسی: USS Mahaska (1861)) یک کشتی بود که طول آن ۲۲۸ فوت ۲ اینچ (۶۹٫۵۵ متر) بود. این کشتی در سال ۱۸۶۱ ساخته شد.